# Fachstelle Maschinenwesen Nord
Die Fachstelle Maschinenwesen Nord (FMN) in Rendsburg ist eine technische Fachbehörde der Generaldirektion Wasserstraßen und Schifffahrt und zuständig für die Wasserstraßen- und Schifffahrtsämter im Bereich der Außenstellen Nord und Nordwest. Sie ist dem Wasserstraßen- und Schifffahrtsamt Nord-Ostsee-Kanal angegliedert.

## Aufgabenbereiche
Der Aufgabenbereich der Fachstelle Maschinenwesen Nord umfasst die technische Beratung, Planung, Entwurf, Ausschreibung, Vergabe, Bauabwicklung, Erprobung, Abnahme und Übergabe von Neubau- und Ersatzbaumaßnahmen an den Betreiber, einschließlich der Gewährleistungsabwicklung.
Neubauten von mehrzweckfähigen Arbeitsschiffen stellen einen großen Anteil der wahrzunehmenden Aufgaben dar. Im Bereich Anlagenbau werden Baumaßnahmen an Schleusen, Wehren, Pumpwerken und beweglichen Brücken abgewickelt. Die Sachgruppe Nachrichtentechnik betreibt das Kommunikationsnetz Verkehrstechnik Betriebsnetz (VT-BN), ein eigenes Netzwerk für die Übertragung von Kommunikations-, Pegeldaten- und IT-Datendiensten. Darüber hinaus werden Landanlagen und Wasserfahrzeuge mit entsprechender Technik ausgerüstet.